# Llewellyn Rees
Walter Llewellyn Rees (* 18. Juni 1901 in Charmouth, Dorset, England; † 7. Januar 1994 in Barnes) war ein britischer Schauspieler.

## Leben
Rees besuchte die King Edward's School in  Birmingham und das Keble College der University of Oxford. Anfang der 1920er Jahre absolvierte er eine Schauspielausbildung an der Royal Academy of Dramatic Art (RADA) in London. Rees arbeitete anfangs als Privatlehrer und war nicht Vollzeit als Schauspieler tätig. Sein professionelles Theaterdebüt gab er am Empire Theatre in Nottingham, als Polizeiinspektor in dem Theaterstück The Joker von Edgar Wallace. Er trat in sog. Repertory-Theaterproduktionen in Newcastle, Whitley Bay, Cardiff und Leeds auf. Im September 1932 erfolgte sein London-Debüt am Embassy Theatre in Swiss Cottage in dem Kriegsdrama Miracle at Verdun von Hans Chlumberg. Am Arts Theatre und am Westminster Theatre spielte er die Rolle des Carrington in dem poetischen Schauspiel The Lake von Dorothy Massingham. Er wurde dann festes Ensemblemitglied der Greater London Players. 1935 spielte er am Comedy Theatre in London; 1936 am Strand Theatre als Malinov in dem Theaterstück Judgement Day von Elmer Rice.
Nach dem Zweiten Weltkrieg hatte er Theaterengagements am Oxford Playhouse in The Public Prosecutor von Georgi Dzhagarov (1954). In den 1960er und 1970er Jahren trat Rees am Lyric Theatre in Hammersmith auf. Am Old Vic Theatre in Bristol spielte er den Polonius in Hamlet. Am Theatre Royal und am Haymarket Theatre in London spielte er den Bischof von Buenos Aires in Fritz Hochwälders Schauspiel The Strong Are Lonely. 1959 übernahm er die Rolle des Dekans in dem Stück My Friend Judas von Andrew Sinclair. 1960 trat er am Strand Theatre als Brandy in Settled Out of Court von Henry Cecil auf. 1962 war er in der Rolle des Justice Worthy am Mermaid Theatre und am Her Majesty's Theatre in dem Musical Lock Up Your Daughters von Lionel Bart und Laurie Johnson zu sehen. Weitere Theaterrollen in späteren Jahren waren der Father Ambrose in dem Stück The Servants and the Snow von Iris Murdoch und der alte König Duncan in Macbeth.
Ab den 1950er Jahren arbeitete Rees auch für den Film und für das Fernsehen. Rees wurde dabei hauptsächlich in prägnanten Nebenrollen eingesetzt, in denen er Charaktere und Typen zeichnete. Er verkörperte Gentlemen, Rechtsanwälte, Bürogehilfen, Gerichtsdiener, Untersuchungsrichter und Richter. Meisterhaft zeichnete er Ärzte, Kirchenmänner, Bestattungsunternehmer, Buchhalter, Coroners und Tycoons; einmal übernahm er sogar die Rolle eines amerikanischen Zeitungsreporters.
1970 spielte er die Rolle des Speakers in dem Historienfilm Cromwell – Krieg dem König. 1978 verkörperte er in der Miniserie Holocaust – Die Geschichte der Familie Weiss den Berliner Dompropst Bernhard Lichtenberg. Ebenfalls 1978 spielte er den Lord Chief Justice in der Sexkomödie Mach’ weiter, Emmanuelle. Rees stand bis ins hohe Alter weiterhin in kleineren Rollen vor der Kamera. 1988 spielte er den Sir John in der Filmkomödie Ein Fisch namens Wanda; 1993 war er, kurz vor seinem Tode, der alte Major in der Filmkomödie Und ewig schleichen die Erben.
Neben seiner Tätigkeit als Schauspieler war Rees auch als Theatermanager tätig. Er war Generalsekretär der Actors' Equity Association (1940–1946), Sekretär der Federation of Theatre Unions (1944–1946), Direktor des Old Vic Theatre (1945–1947), Schauspieldirektor (Drama Director) am Arts Council of Great Britain (1947–1949), Verwaltungsleiter (Administrator) des Old Vic Theatre  (1949–1951) und Verwaltungsleiter (Administrator) des Arts Theatre (1951–1952). Von 1951 bis 1994 war er Ehrenpräsident des International Theatre Institute.
1961 heiratete er die Nachwuchsschauspielerin Madeleine Newbury. Rees war Vater eines Sohnes und einer Tochter.

## Filmografie (Auswahl)
- 1956: Der beste Mann beim Militär (Private’s Progress)
- 1957: You Can’t Escape
- 1958: Besuch bei Mr. Scruby (Cat and Mouse)
- 1959: Strictly Confidential
- 1959: The Price of Silence
- 1959: The Navy Lark
- 1960: The House in Marsh Road
- 1963: Die Rechnung geht nicht auf (The Double)
- 1968: Salz und Pfeffer (Salt and Pepper)
- 1970: Cromwell – Krieg dem König (Cromwell)
- 1972: The Ruling Class
- 1973: Coronation Street (Fernsehserie, zwei Folgen)
- 1974: Eine todsichere Sache (Dead Cert)
- 1976: Doctor Who (Fernsehserie, zwei Folgen)
- 1978: Holocaust – Die Geschichte der Familie Weiss (Holocaust) (Fernseh-Miniserie)
- 1978: Crossroads (Fernsehserie, elf Folgen)
- 1978: Mach’ weiter, Emmanuelle (Carry On Emmanuelle)
- 1978; 1980: Die Profis (The Professionals; Fernsehserie, zwei Folgen)
- 1983: Ein ungleiches Paar (The Dresser)
- 1987: Withnail & I
- 1988: Ein Fisch namens Wanda (A Fish Called Wanda)
- 1988: Die Diamanten-Lady (The Diamond Trap) (Fernsehfilm)
- 1988: Inspektor Morse, Mordkommission Oxford (Inspector Morse, Fernsehserie, eine Folge)
- 1992: Jeeves and Wooster – Herr und Meister (Jeeves and Wooster; Fernsehserie, eine Folge)
- 1993: Und ewig schleichen die Erben (Splitting Heirs)